# Opegrapha corticola
Opegrapha corticola är en lavart som beskrevs av Coppins & P. James. Opegrapha corticola ingår i släktet Opegrapha och familjen Roccellaceae.   Inga underarter finns listade i Catalogue of Life.